# Ministeriet for Digitalisering
|  | Denne side omhandler Ministeriet for Digitalisering. I Regeringen Mette Frederiksen II er ministeriet sammenlagt med Ligestillingsministeriet. |
Ministeriet for Digitalisering er et dansk ministerium, der blev oprettet den 15. december 2022 som led i dannelsen af Regeringen Mette Frederiksen II. Ministeriet varetager regeringens virke inden for ressortområdet digitalisering og IT. Ministeriet varetager sager vedrørende IT-modernisering, digitalisering i erhvervslivet, digital sikkerhed og databeskyttelse. 
Danmarks Statistik og Digitaliseringsstyrelsen henhører under ministeriet.
Ministeriets opgaver blev tidligere varetaget af Finansministeriet, Indenrigs- og Boligministeriet samt Erhvervsministeriet.
Marie Bjerre blev udnævnt til digitaliseringsminister den 15. december 2022, som Danmarks første digitaliseringsminister.Mia Wagner blev udnævnt til digitaliseringsminister den 23. december 2023, men trådte af allerede 2 uger efter, og Marie Bjerre blev igen den 7 december 2023 udnævnt til digitaliseringsminister Marie Bjerre blev ved en regeringsrokade 29. august 2024 erstattet af Caroline Stage Olsen.
Ministeriets departement ledes af departementschef Sophus Garfiel.